# Konstadinos Gatsioudis
Konstadinos Gatsioudis (řecky Κωνσταντίνος Γκατσιούδης, * 17. prosince 1973 Didymoteicho) je bývalý řecký oštěpař.
Na mistrovství světa juniorů v atletice byl šestý v roce 1990 a třetí v roce 1992. Na mistrovství světa v atletice získal bronzovou medaili v roce 1997, stříbrnou v roce 1999 a bronzovou v roce 2001. Na olympiádě obsadil 10. místo v roce 1996 a 6. místo v roce 2000. Získal bronzovou medaili na Světových vojenských hrách 1995 a vyhrál Středomořské hry 1997, pětkrát byl mistrem Řecka.
V roce 1990 vytvořil juniorský světový rekord hodem dlouhým 80,30 m. Jeho osobní rekord byl 91,69 m, dosáhl ho 23. června 2000 ve finském Kuortane. Byl to nejlepší světový výkon roku 2000, ještě v roce 2018 platí jako řecký národní rekord a řadí Gatsioudise na osmé místo historických tabulek.
Byl členem athénského klubu Panellion GS.
V roce 2004 byl prvním běžcem štafety s olympijským ohněm.